# Alfred Roloff

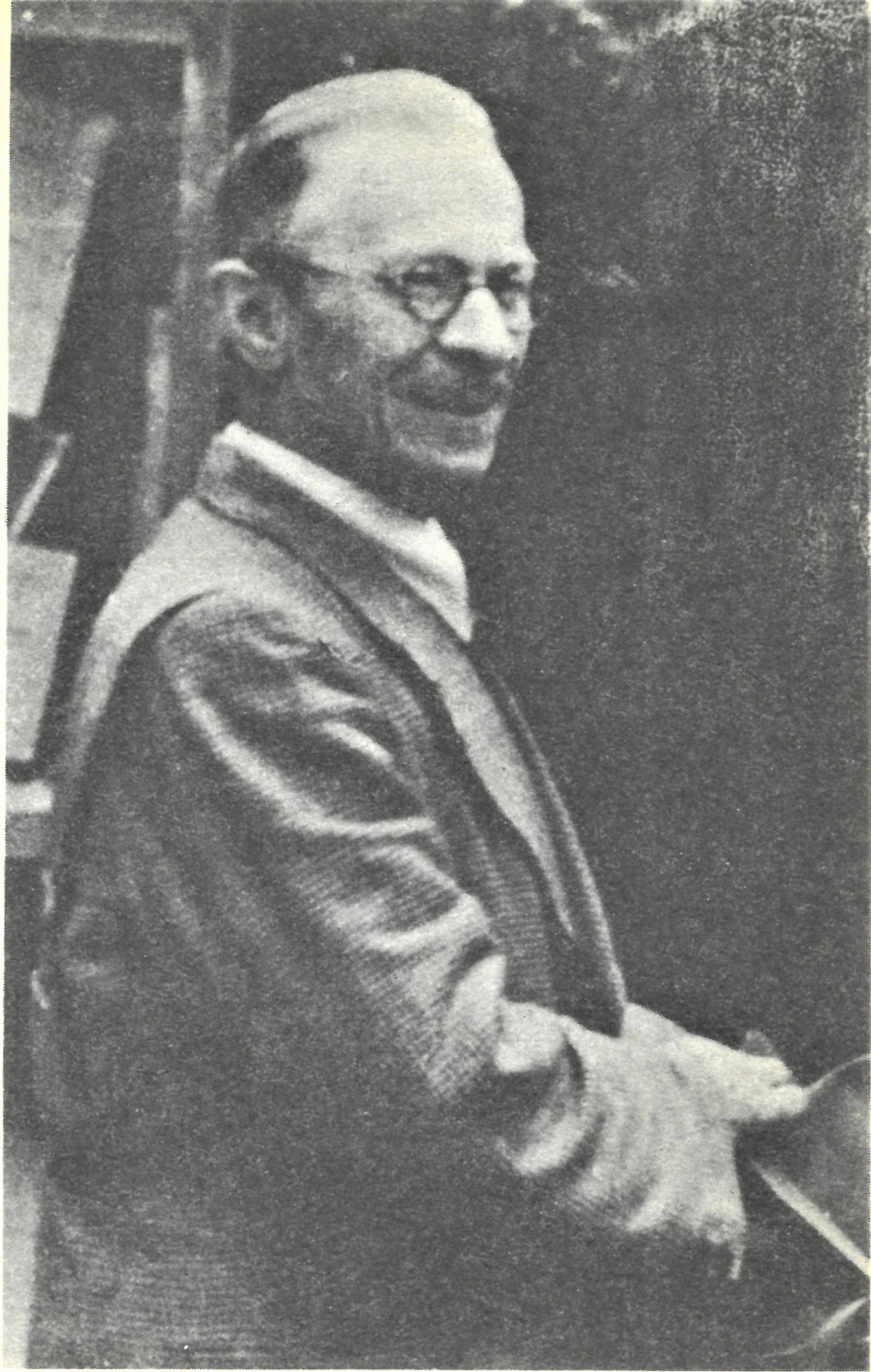
Alfred Roloff

Alfred Gustav Christian Roloff (* 19. März 1879 in Lassan; † 7. Dezember 1951 in Rade b. Rendsburg) war ein deutscher Kunstmaler und Illustrator. Bekannt wurde er vor allem durch seine Titelseiten für Groschenhefte und durch seine dynamischen Pferdebilder, wofür er den Spitznamen „Pferde-Roloff“ erhielt.

## Leben und Werk

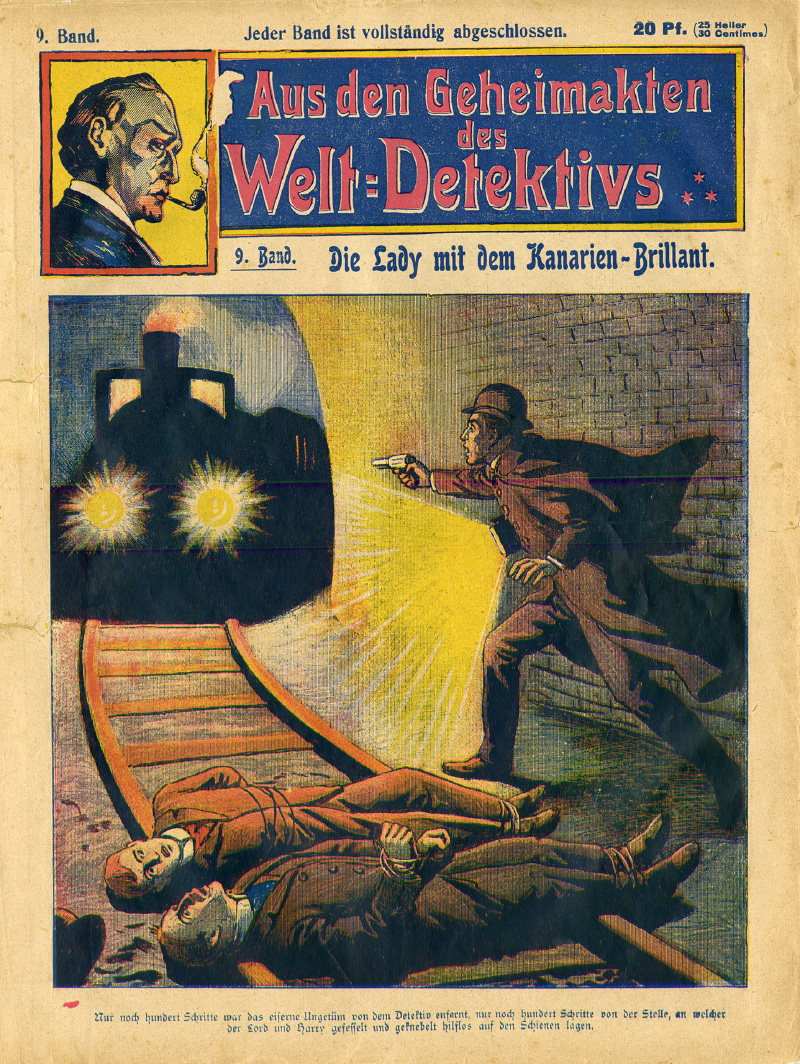
Titelbild zu Aus den Geheimakten des Welt-Detektivs (1907)

Alfred Roloff wurde als Sohn des Marineoffiziers Wilhelm Friedrich Christian Roloff (1850–1936) und dessen Ehefrau Caroline Friederike Joachime, geb. Sadewasser (1855–1924), in der Kleinstadt Lassan geboren und am 6. April 1879 in der evangelischen Stadtpfarrkirche St. Johannis zu Lassan getauft. Trotz einer angeborenen partiellen Syndaktylie, sein rechter Ring- und Mittelfinger waren zusammengewachsen, zeigte er früh zeichnerisches Talent. 1886 zog die Familie nach Hamburg um. Ab dem Sommersemester 1896 studierte Roloff an der Königlichen Akademie der Künste in Berlin, die er 1901 zweiundzwanzigjährig absolvierte. Zugleich begann er eine rege Illustratorenlaufbahn, maßgeblich unterstützt durch seinen damaligen Hausverlag Verlagshaus für Volksliteratur und Kunst in Berlin-Kreuzberg – ein Buchverlag, der den europäischen Markt zu dieser Zeit mit Unterhaltungs- und Trivialromanen überschwemmte.
Rasch wurde sein Talent von anderen Verlagen und Galeristen entdeckt. Auf dem Hintergrund der Massenproduktion wurde Roloff ein gefragter und erfolgreicher Illustrator. Er war 1905 Teilnehmer am Preisausschreiben um Reklameentwürfe für Gemeinschaftswerbung von Ludwig Stollwerck und Otto Henkell. Sein Entwurf wurde von den Preisrichtern zum Ankauf für 200 M. empfohlen. Er gestaltete Titelcover mit Auflagen in Millionenhöhe. Dazu gehörten die Reihen Aus den Geheimakten des Welt-Detektivs (1907–1911 mit 230 Ausgaben) und das anschließende Harry Dickson – Le Sherlock Holmes Americain (1927–1935).
In der Zeit der NS-Diktatur war er Mitglied der Reichskammer der bildenden Künste und fand so künstlerische Anerkennung bei den Nationalsozialisten. Er konnte in Berlin ausstellen; von 1940 bis 1944 war er mit neun Gemälden in den Großen Deutschen Kunstausstellungen im Haus der Deutschen Kunst in München vertreten. Sein Gemälde Fliehende Pferde, ein großformatiges Werk, hing in Hitlers Arbeitszimmer der Neuen Reichskanzlei. Alfred Rosenberg begeisterte sich für seine „Fohlenzwillinge“. Seit 1916 wohnte er in Berlin-Friedenau und zog 1943 in den Warthegau, den er im Frühjahr 1945 verließ.
Nach dem Zweiten Weltkrieg lebte Alfred Roloff bis zu seinem Tod 1951 zurückgezogen in Rade b. Rendsburg.
Bekannt ist Alfred Roloff vor allem durch seine Pferdebilder, wofür er den Spitznamen Pferde-Roloff erhielt. Neben Tierbildnissen allgemein sowie Schlachten- und Kriegsdarstellungen (besonders aus dem Ersten Weltkrieg) ist das Pferd das bevorzugte Sujet seines künstlerischen Werkes. Insbesondere Pferde in Bewegung wie Flucht vor Gewitter, Sturm oder Brand und die Kulisse einer eruptiv aufgeladenen Natur sind häufig wiederkehrende motivische Elemente. Er gilt als Traditionalist, der sich durch Studien nach der Natur eine einmalige plastisch-realistische Technik erwarb.

## Familie
Sein drei Jahre jüngerer Bruder Otto Carl Wilhelm Roloff war ebenfalls Kunstmaler und Grafiker. Otto Roloff wurde am 11. Oktober 1882 in Lassan geboren und ist am 7. November 1882 in der Stadtpfarrkirche St. Johannis zu Lassan getauft worden. Von 1907 bis 1912 war er an der Berliner Akademie der Künste Schüler unter Friedrich Kallmorgen. Roloff wurde später selbst Kunstprofessor. Zwischen 1952 und 1957 illustrierten Alfred und Otto Roloff die Heftreihe Die schönsten Schilderungen aus Brehms Tierleben. Otto Roloff starb am 3. November 1975 in Berlin.
Seit dem 29. April 1908 war Alfred Roloff mit Auguste „Gustel“ Schröder aus Klein Grabau im Kreis Marienwerder verheiratet. Das Ehepaar lebte ab 1916 in der Odenwaldstraße 20 in Berlin-Friedenau. Mit der aus Moskau stammenden Kurländerin Elisabeth von Trotta hatte er ab 1942 eine uneheliche Tochter, die spätere Filmemacherin, Regisseurin und Autorin Margarethe von Trotta. Eine Adoption des Mädchens durch das Ehepaar Roloff wurde von der Mutter abgelehnt.

## Galerie

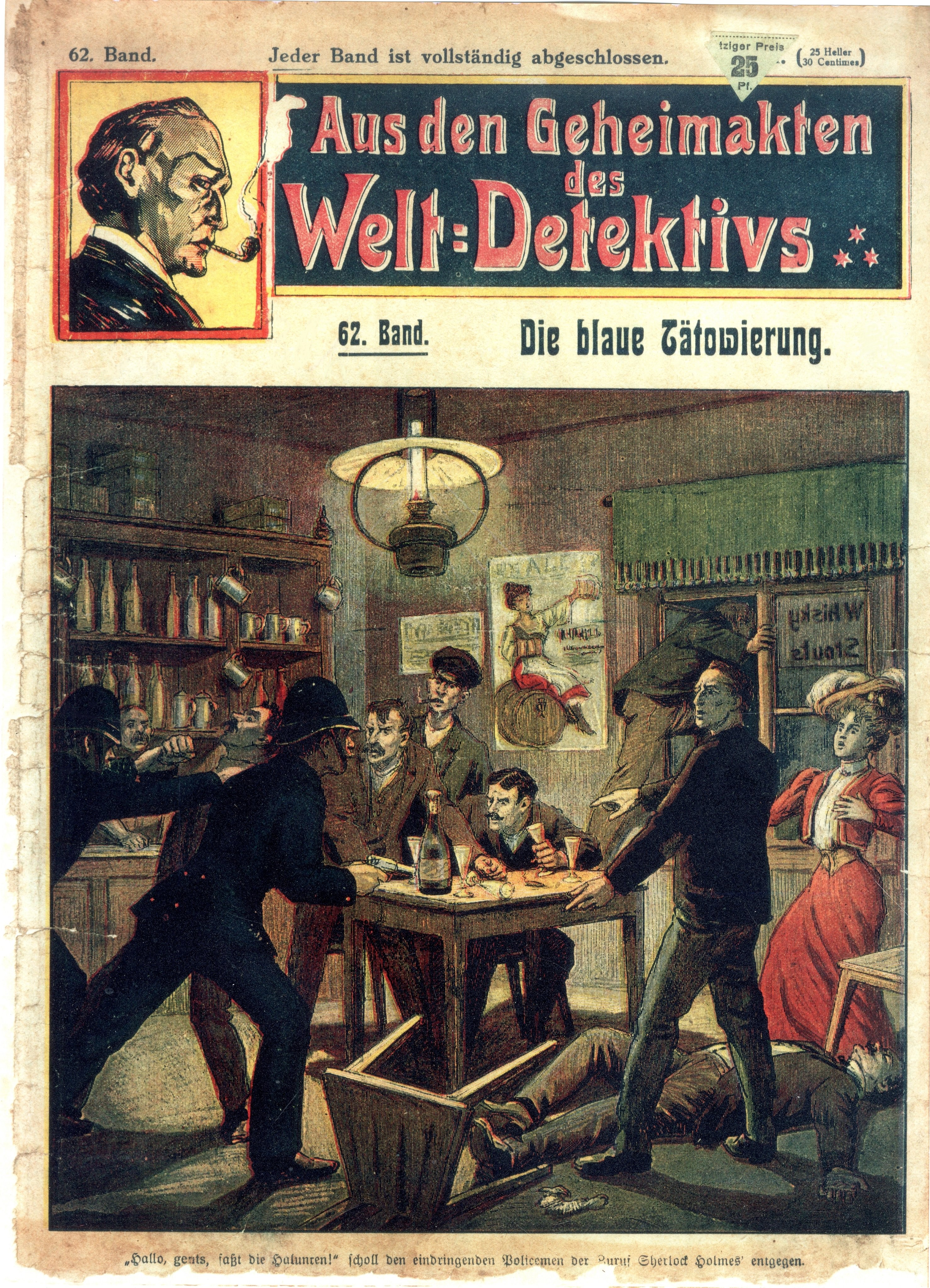
Aus den Geheimakten des Welt-Detektivs, Frontcover Nr. 62: Die blaue Tätowierung
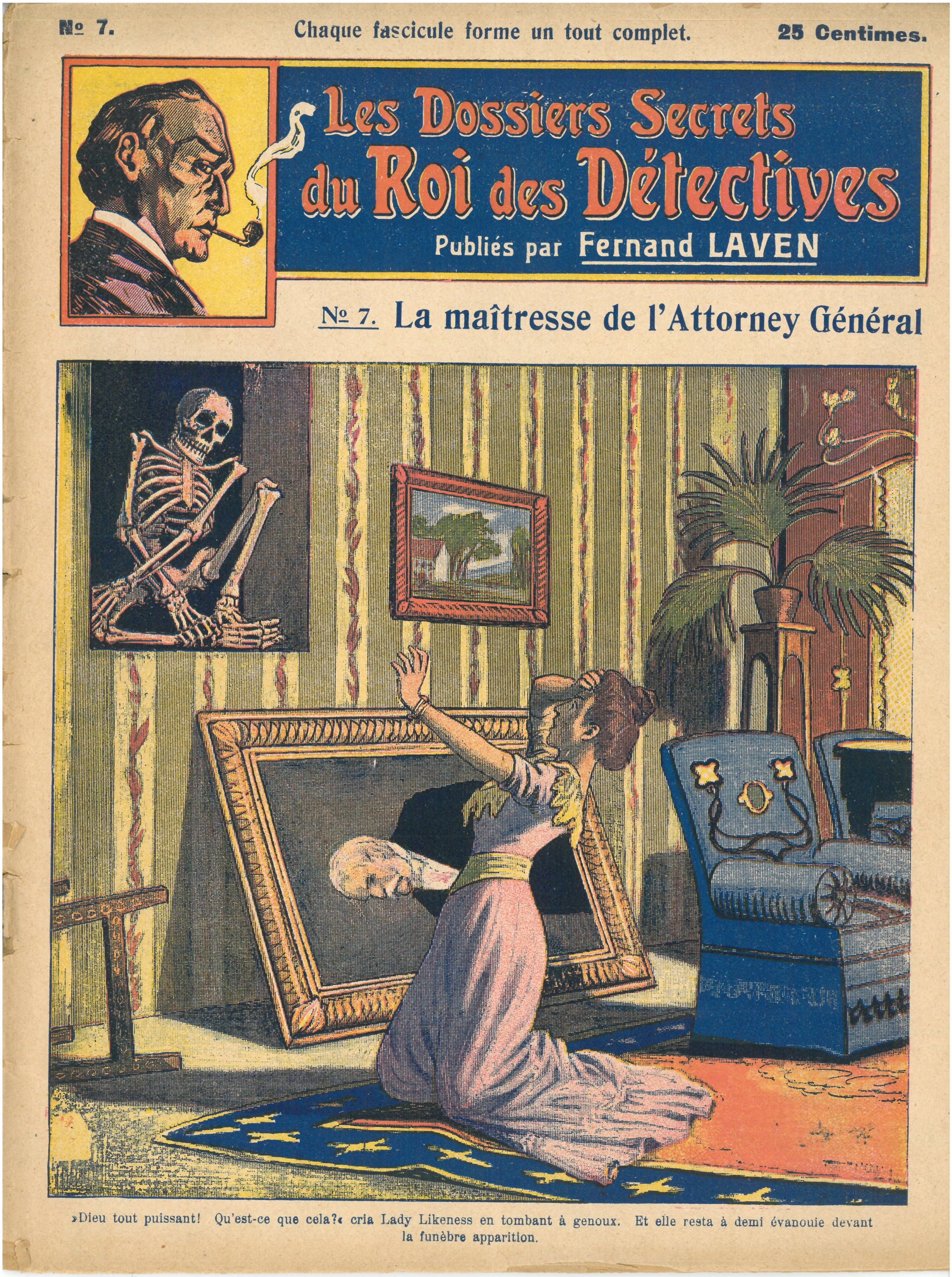
Les Dossiers Secrets du Roi des Détectives, Frontcover Nr. 7: La maîtresse de l'Attorney Général, 1907
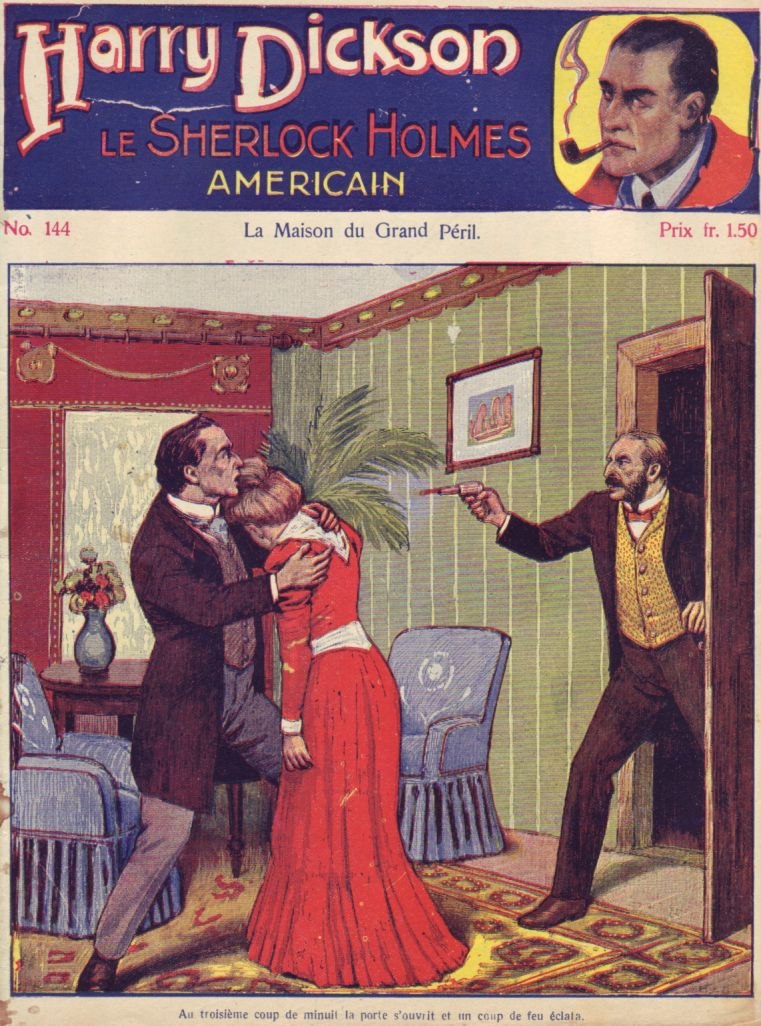
Harry Dickson, Frontcover Nr. 144: La Maison du grand péril, 1935
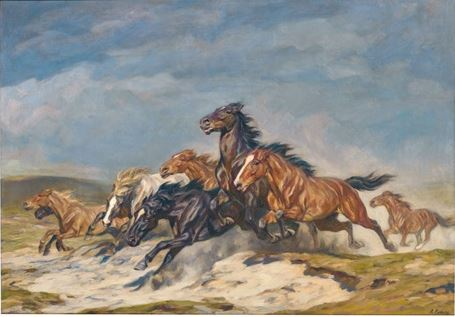
Acht galoppierende Pferde, Öl auf Leinwand
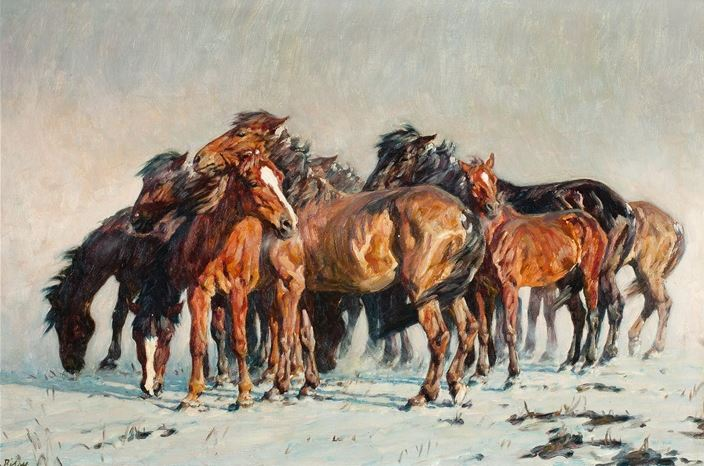
Wildpferde, Öl auf Leinwand
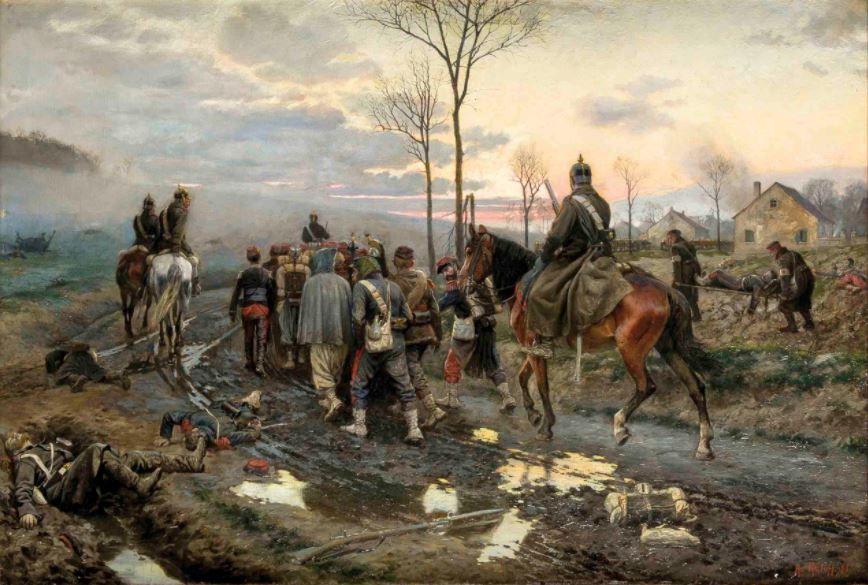
Tross deutscher Soldaten mit französischen Kriegsgefangenen, Öl auf Leinwand

## Zitat
„Alle meine Bilder entstehen aus der Phantasie ohne vorherige Studien.“

„Mit Teutwart Schmitson verband ihn die Gabe, die Kreatur im Toben der Elemente naturhaft zu bringen und mit Edgar Degas verhaltene Tierbewegung überzeugend darstellen zu können. (…) Oder die verschiedenen Darstellungen von Pferden am Meer, die nur das Thema und vielleicht noch das Handwerk gemeinsam haben. Oder auch Pferde im frühen Morgenlicht. Einmal in großer Zahl dahinjagend. Im anderen Bilde auch eine größere Zahl. Meistens schafft er mit wenigen Leibern schon Masse, - Berberpferde, ihre das Gewehr durch die Luft wirbelnde Reiter leicht dahin tragend. In diesem Bilde, einem der bedeutendsten Werke, die Roloff geschaffen hat, unterstützt das Licht durch sein Zerfließenlassen der Form die Bewegung. Hier ist der Lassaner Meister Impressionist. Er sagte von sich selbst, dass er sich zu dieser Kunstrichtung bekenne. (…) Die Farbe ist flächig gesetzt. An den Rändern ist sie wie Email mit der darunter liegenden Schicht leicht fließend verbunden. Eine Kostbarkeit, wo man fast sagen könnte, dass Handwerk Kunst wurde.“

## Illustrationen
- Hugo Waldeyer-Hartz: Ran an den Feind. Seeschlachten und Fliegerkämpfe im Weltkriege 1914/15. Mit mehrfarbigem Umschlagbild von Willy Stoewer und mehrfarbigen Innenbildern von Hans von Bohrdt, A. Roloff, Hans R. Schulze, O. Roloff. Verlag Jugendhort, Berlin 1915. (=Veröffentlichung der Deutschen Gesellschaft zur Verbreitung guter Jugendschriften und Bücher)
- Georg Gellert: Im Schlachtgetümmel des Weltkriegs. Mit mehrfarbigem Umschlagbild von C. Röchling und mehrfarbigen Innenbildern von Willy Stöwer, Angelo Jank, A. Roloff. 4 Bände. Verlag Jugendhort, Berlin 1915–1916. (=Veröffentlichung der Deutschen Gesellschaft zur Verbreitung guter Jugendschriften und Bücher)
- Georg Gellert: Heldenfahrten der „Emden“ und „Ayesha“. Abenteuer und Kämpfe der „Emden“-Mannschaft in dem Weltkrieg 1914/15. Erzählung. Mit farbigen Illustrationen nach Originalen von A. Roloff. Meidinger’s Jugendschriften, Berlin 1915.
- Anton O. Klaussmann: Treue Waffenbrüder. Heldentaten der Österreicher, Ungarn und Deutschen im Weltkriege 1914/15. Für Volk und Jugend geschildert. Mit mehrfarbigem Umschlagbild von A. Roloff. Mars-Verlag, Berlin 1915.
- Max Schneckenburger: Die Wacht am Rhein. Karl Werckmeisters Kunstverlag, Berlin 1915 (=Neue deutsche Bilderbogen für Jung und Alt 3)
- Alfred Roloff: Kriegsbilder
  - 1. Karl Werckmeisters Kunstverlag, Berlin 1915 (=Neue deutsche Bilderbogen für Jung und Alt 12)
  - 2. Karl Werckmeisters Kunstverlag, Berlin 1915 (=Neue deutsche Bilderbogen für Jung und Alt 14)
- Fedor von Zobeltitz: Heinz Stirlings Abenteuer im Morgenlande. Mit Bildern von Alfred Roloff. Band 3. Ullstein, Berlin 1916.
- Arthur Zapp: Marschall von Hindenburg und sein Rekrut. Erzählung für die Jugend Mit Bildern von A. Roloff. Wigand, Leipzig 1916.
- Georg Gellert: Die Flucht aus der Fremdenlegion zur deutschen Front. Eine Erzählung aus dem Weltkriege 1914/17. Mit Bildern in Farbendruck nach Originalen von A. Roloff. Meidinger, Berlin 1917 (=Veröffentlichungen der Deutschen Gesellschaft zur Verbreitung guter Jugendschriften und Bücher)
- Mayne Reid: In die Wildnis verschlagen. Eine Robinsonade. Neue deutsche Ausgabe von Walter Heichen. Buntfarbige Umschlagzeichnung und Innenbild von A. Roloff. Phönix-Verlag, Berlin 1920 (=Phönix-Knaben-Bücher. Interessante Erzählungen 2)
- Mayne Reid: Unter den Buschkleppern von Mexiko. Erzählung. Neue deutsche Ausgabe von Walter Heichen. Innenbild von A. Roloff. Phönix-Verlag, Berlin 1920 (=Phönix-Knaben-Bücher. Interessante Erzählungen 4)
- V. Schultz: Auf der Wacht im Osten. Eine Erzählung aus dem Völkerkriege 1914–1915. Mit vier Bildern von A. Roloff. 9. Aufl. Union Deutsche Verlagsgesellschaft, Stuttgart, Berlin 1920. (=Stuttgarter Jugendbücher 13)
- Carl Ferdinands: Die drei Treuen auf Kaltenborn. [Die Textabbildungen von A. Roloff und der Einband von Herm. Scheffler]. Flemming & Wiskott, Berlin 1923. (=Flemmings Bücher für jung und alt. Kleine Reihe 9)
- Ch. A. Eastman: Ein Indianerknabe in den Urwäldern Nordamerikas. [Das farbige Umschlagbild zu der Ausgabe A und B nach Zeichnungen von Alfred Roloff] Hillger, Berlin 1925 (=Deutsche Jugendbücherei Nr. 85)
- Steuermann Rüstig nach Marryat. [Umschlagbild von Alfred Roloff] Hillger, Berlin 1925 (=Deutsche Jugendbücherei Nr. 98)
- Walther Stötzner: 2000 Kilometer auf dem Yang tse kiang. [Umschlagbild von A. Roloff]. Hillger, Berlin 1928 (=Deutsche Jugendbücherei Nr. 275)
- Friedrich Naumann: Sonnenfahrt an die Gestade Nordafrikas. [Umschlagbild von Alfred Roloff] Hillger, Berlin 1928 (=Deutsche Jugendbücherei Nr. 280)
- Fr. Daum: Das Geheimnis des Medizinbeutels. Aus dem Indianerleben u. a. Erzählungen für die Jugend. Mit 4 bunten Bildern und schwarzen Textillustrationen von A. Roloff und Fritz Bergen, Anton, Leipzig 1928.
- Gustav Frenssen: Aus Jörn Uhl und anderen Werken. [Umschlagbild von A. Roloff] Hillger, Berlin 1930 (=Deutsche Jugendbücherei Nr. 163)
- J. W. Schultz: Indianerfrauen. Das farbige Umschlagbild zu den Ausgaben A und B zeichnete Alfred Roloff. Hillger, Berlin 1931 (=Deutsche Jugendbücherei Nr. 377)
- Kurt Faber: Im australischen Busch. Das farbige Umschlagbild zu den Ausgaben A und B zeichnete Alfred Roloff. Hillger, Berlin 1931 (=Deutsche Jugendbücherei Nr. 391)
- Kurt Faber: Mit dem Rucksack durch Persien. Das farbige Umschlagbild zu den Ausgaben A und B zeichnete Alfred Roloff. Hillger, Berlin 1932. (=Deutsche Jugendbücherei Nr. 407)
- Friedrich Gerstäcker: Das Fort an der Salzfurt. [Umschlagbild von A. Roloff] Hillger, Berlin 1933. (=Deutsche Jugendbücherei Nr. 112)
- Paul Heyse: Siechentrost. Das farbige Umschlagbild zu den Ausgaben A und B zeichnete Alfred Roloff. Hillger, Berlin 1933. (=Deutsche Jugendbücherei Nr. 448/49)
- Fritz Jaspert: Deutsche Pionierarbeit in Afrika. Das farbige Umschlagbild zu den Ausgaben A und B zeichnete Alfred Roloff. Hillger, Berlin 1937. (=Deutsche Jugendbücherei Nr. 420/421)
- Friedrich Gerstäcker: Goldgräber in Australien. Abenteuer-Erzählungen aus der Zeit der ersten Goldfunde. [Durchgesehen und hrsg. von Rudolf Menny. Textzeichnungen. von A. Roloff. Umschlag von E. Lindeberg] Enßlin & Laiblin, Reutlingen 1938.
- Ulrich Sander: Einmal Soldat – immer Soldat. Buchschmuck von Alfred Roloff. (Hrsg. von Hanns Deetjen und Hans Bodenstedt). Verlag Blut und Boden, Goslar 1941. (=Die Bücher der Ährenlese, 9)